# Бејард (Ајова)
Бејард (енгл. Bayard) град је у америчкој савезној држави Ајова. По попису становништва из 2010. у њему је живело 471 становника.

## Демографија
Према попису становништва из 2010. у граду је живело 471 становника, што је -65 (-12.1%) становника више него 2000. године.
| Група             | 2000.       | 2010.       |
| Белци             | 526 (98,1%) | 461 (97,9%) |
| Афроамериканци    | 0 (0,0%)    | 1 (0,2%)    |
| Азијати           | 1 (0,2%)    | 2 (0,4%)    |
| Хиспаноамериканци | 6 (1,1%)    | 5 (1,1%)    |
| Укупно            | 536         | 471         |